# Agroelymus mossii
Agroelymus mossii är en gräsart som beskrevs av Ernest Lepage. Agroelymus mossii ingår i släktet Agroelymus och familjen gräs. Inga underarter finns listade i Catalogue of Life.